# Alfred Bielschowsky

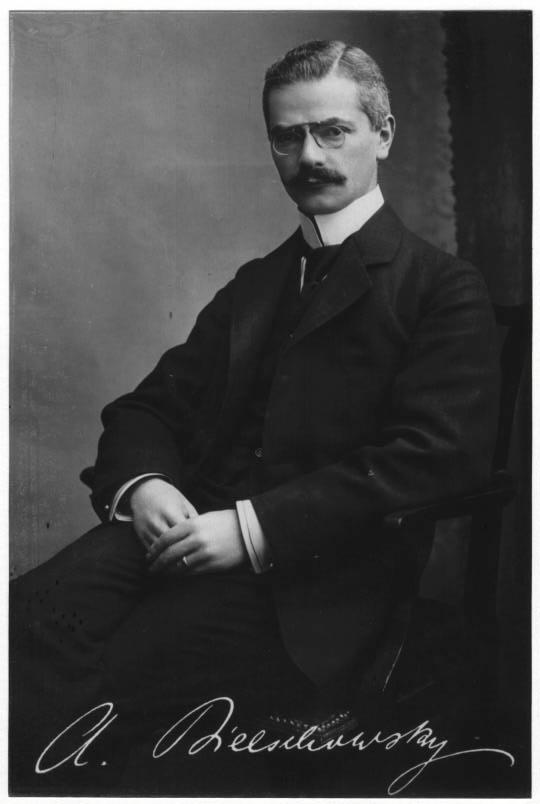
Alfred Bielschowsky

Alfred Bielschowsky (* 11. Dezember 1871 in Namslau, Landkreis Namslau; † 5. Januar 1940 in New York) war ein deutscher Ophthalmologe, Professor der Augenheilkunde und Geheimer Medizinalrat. Er zählt zu den bedeutenden Schielforschern des 20. Jahrhunderts, ist Autor von Veröffentlichungen zum Thema „Schielbehandlung“ und Mitbegründer der Deutschen Blindenstudienanstalt in Marburg.

## Leben
Alfred Bielschowsky wurde als Sohn jüdischer Eltern geboren. Nach dem Besuch des königlichen Gymnasiums in Glatz studierte er Medizin an den Universitäten Berlin, Heidelberg, Breslau und Leipzig. Promoviert wurde er 1893 in Berlin. Bielschowsky wurde Schüler und Assistent des Ophthalmologie-Professors Hubert Sattler an der Leipziger Augenklinik. In dieser Zeit arbeitete Bielschowsky auch im Physiologischen Institut von Ewald Hering, der sich unter anderem mit der Physiologie des Sehens beschäftigte, und entwickelte eine tiefe Freundschaft zu seinem Kollegen Emil Krückmann. 1900 habilitierte er sich in Leipzig an der Medizinischen Fakultät für das Fach Augenheilkunde und wurde zum Privatdozenten ernannt. Seine Ernennung zum außerordentlichen Professor erfolgte 1906. 1907 schrieb er sein Hauptwerk „Die Motilitätsstörungen der Augen nach dem Stande der neuesten Forschungen“ als Beitrag für das „Handbuch der gesamten Augenheilkunde“ von Graefe-Saemisch.
1912 erhielt er den Ruf der Medizinischen Fakultät in Marburg auf den Lehrstuhl für Augenheilkunde. Während des Ersten Weltkrieges war seine ganze Kraft als Arzt für die vielen schwerverwundeten und erblindeten Soldaten gefordert. Er nahm die Herausforderung an und richtete Kurse für Kriegsblinde ein. 1915 richtete der Reserveoffizier dort 36 Betten für Soldaten ein, die durch Granatsplitter oder Giftgas erblindet waren. Ihm war schnell klar, dass die medizinische Rehabilitation allein nicht ausreichte. So heuerte er den jungen Studenten Carl Strehl an, der die Kriegsblinden in der – nach dem französischen Pädagogen Louis Braille benannten – Brailleschrift unterwies. Bielschowsky, Strehl und weitere Honoratioren in Berlin gründeten den „Verein blinder Akademiker Deutschlands“ (heute: Deutscher Verein der Blinden und Sehbehinderten in Studium und Beruf e. V.), dessen Ziel die Einrichtung einer Studienanstalt und Bücherei für Blinde war. Nach der Gründung der „Hochschulbücherei, Studienanstalt und Beratungsstelle für blinde Studierende e. V.“ (Deutsche Blindenstudienanstalt) 1916 war Bielschowsky bis zum 1. April 1923 deren ehrenamtlicher Direktor. Strehl übernahm die Geschäftsführung. Für sein Engagement ehrten ihn Generalfeldmarschall Paul von Hindenburg mit dem Eisernen Kreuz am weißen Bande und Kaiser Wilhelm II. mit dem Charakter Geheimer Medizinalrat.
Von 1923 bis 1934 war Bielschowsky Ordinarius und Direktor der Augenklinik der Universität Breslau; auf eigenen Antrag wurde er am 30. September 1934 von seinen amtlichen Verpflichtungen entbunden. Hintergrund waren antisemitische Studenten-Proteste gegen ihn und die Tatsache, dass sein Name von der Liste der Herausgeber von Graefes Archiv für Ophthalmologie und dem Zentralblatt der gesamten Ophthalmologie gestrichen wurde. Die politischen Veränderungen zwangen ihn, seine Lehr- und Forschungstätigkeit in den Vereinigten Staaten von Amerika fortzuführen.
In den USA waren seine wissenschaftlichen und didaktischen Qualitäten sehr gefragt. Eigens für ihn richtete man 1937 in Hanover (New Hampshire) am Dartmouth College das Dartmouth Eye Institut ein, wo er bis zu seinem Tod erfolgreich forschte und lehrte.

## Namensgeber
- Bielschowsky-Kopfneigetest bei Trochlearisparese
- Bielschowsky-Gesellschaft für Schielforschung und Neuroophthalmologie
- Bielschowsky-Haus in Marburg, Rehabilitationseinrichtung für Sehgeschädigte (Blindenstudienanstalt)